# Nicolas Rostoucher
Nicolas Rostoucher (Colmar, 15 de febrero de 1981) es un deportista francés que compitió en natación, especialista en el estilo libre.
Ganó cuatro medallas de bronce en el Campeonato Europeo de Natación entre los años 2002 y 2006, y una medalla de bronce en el Campeonato Europeo de Natación en Piscina Corta de 2001.
Participó en tres Juegos Olímpicos de Verano, entre los años 2000 y 2008, ocupando el séptimo lugar en Atenas 2004, en la prueba de 4 × 200 m libre.

## Palmarés internacional
| Campeonato Europeo                  | Campeonato Europeo | Campeonato Europeo | Campeonato Europeo |
| Año                                 | Lugar              | Medalla            | Prueba             |
| ----------------------------------- | ------------------ | ------------------ | ------------------ |
| 2002                                | Berlín (Alemania)  | Medalla de bronce  | 400 m estilos      |
| 2004                                | Madrid (España)    | Medalla de bronce  | 4 × 200 m libre    |
| 2006                                | Budapest (Hungría) | Medalla de bronce  | 400 m libre        |
| 2006                                | Budapest (Hungría) | Medalla de bronce  | 1500 m libre       |
| Campeonato Europeo en Piscina Corta |                    |                    |                    |
| Año                                 | Lugar              | Medalla            | Prueba             |
| 2001                                | Amberes (Bélgica)  | Medalla de bronce  | 1500 m libre       |